# 格闘超人
格闘超人（かくとうちょうじん）は、マイクロソフトからXbox用ゲームソフトとして2003年1月1日にリリースされた3D対戦型格闘ゲーム。開発はドリームファクトリー。
リリースされてからまもなく、BGMにイスラム教の聖典コーランをアレンジしたステージがあることが判明し、イスラム教団体からクレームが起こり回収・販売中止となった（現在でもネットオークションなどで出回ることがある）。

## キャラクター
レイジ (REIJI)
国籍は日本。年齢は27歳。ジークンドーを使う。師匠である養父が何者かに殺され、相手を探すため Fist of Fire に出場する。
レナ (RENA)
国籍は日本であるが、ブラジルのサンパウロで育った。年齢は21歳。カポエイラを使う。自分の腕を試すため、Fist of Fire に出場する。
J.D.ストーン (J.D.Stone)
国籍はアメリカ合衆国。年齢は29歳。ピットファイティングを使う。兵隊時代に謎の傭兵部隊から攻撃を受けるも、ただ一人生き残ったCIAのエージェント。「死神」のあだ名を持つ。任務で Fist of Fire に出場する。
カーン (KHAN)
国籍は香港。年齢は37歳。カンフーを使う。香港で暗殺者をしていたが、ある任務で失敗し、命を狙われるも秘密結社マラディアニにスカウトされ、Fist of Fire に参加する。
シャドゥ (SHADOW)
国籍も年齢も不明。忍術を使う。「常勝不敗」「冷酷無情のキリングマシーン」とも噂されているが、何も分からない。
ヴェガード (VEGARD)
国籍はノルウェー。年齢は30歳。テコンドーを使う。上流家庭に生まれるもビジネスの世界に退屈していたため、勝利の快楽を求めて Fist of Fire に出場する。
ヴィットリア (VITTORIA)
国籍はスペイン。年齢は24歳。コンバットアームを使う。元スペイン警察特殊部隊 GEO 所属。行方不明の兄を探すべく、Fist of Fire に参加する。
ロキシー (ROXY)
国籍はアメリカ合衆国。年齢は25歳。カンフーを使う。カーンを師と仰ぐも、カーンに襲われたため、カーンと憎みあうようになる。
アサッド (ASAD)
国籍はソマリア。年齢は31歳。ムエタイを使う。犯罪組織に誘拐され、故郷の人々の命と引き換えにムエタイの修行と Fist of Fire 出場を強要され、やむなく出場する。
セイバー (SABRE)
国籍はフランス。年齢は27歳。空手を使う。18歳という若さでヨーロッパの頂点に立つも満たされなかったため、Fist of Fire への出場を決める。
クラッシャー・ラミレズ (CRUSHER RAMIREZ)
国籍はアルゼンチン。年齢は34歳。プロレスを使う。ショービジネスなプロレスを嫌っていたため、プロレス界で戦う相手を無くし、Fist of Fire に出場する。
イン・カイ・リー (YING KAI LI)
国籍は香港。年齢は17歳。八極拳を使う。修行中の身にもかかわらず、八極拳を驚くべき早さで修得する。実戦で技を試すため、Fist of Fireに 出場する。

## 回収
発売後、本作の北米版にてイスラム教に関する不適切な要素が含まれていることが判明した。
日本版の当該箇所は修正されているものの、発売元であるマイクロソフトはすでに発売済みの日本版と北米版の出荷停止および店頭からの回収を命じ、未発売の地域については発売中止を命じた。